# Indiziato di reato - Guilty by Suspicion
Indiziato di reato - Guilty by Suspicion (Guilty by Suspicion) è un film del 1991 diretto da Irwin Winkler, con Robert De Niro e Annette Bening.
Viene narrata l'inchiesta (1947-54) della HCUA (Comitato per le attività antiamericane) in era maccartista, in cui esponenti del cinema statunitense vennero interrogati e processati per essere sospettati di comunismo.
Fu presentato in concorso al 44º Festival di Cannes.

## Trama
Hollywood, anni cinquanta: David Merrill, regista di fama, viene accusato di avere simpatie comuniste e finisce sulla "lista nera" dell'FBI. Messo sotto pressione dalla HCUA, a Merrill viene chiesto di denunciare per filo comunismo i colleghi del mondo dello spettacolo, ma sceglie di non farlo e d'attaccare a sua volta con durezza i membri della commissione delle attività antiamericane in nome della libertà di pensiero e per la propria dignità. Viene così estromesso dal mondo del cinema.

## Produzione
- Alla sceneggiatura, non accreditato, partecipò anche il regista Abraham Polonsky, che portò la sua esperienza diretta: era stato infatti egli stesso iscritto nella lista nera.
- Martin Scorsese recita in un ruolo minore nella parte del regista Joe Lesser che emigra in Gran Bretagna dopo le accuse mosse dall'HUAC: il riferimento è al regista Joseph Losey.[2]